# Omphalina chionophila
Omphalina chionophila är en lavart som beskrevs av Lamoure. Enligt Catalogue of Life ingår Omphalina chionophila i släktet Omphalina,  och familjen Tricholomataceae, men enligt Dyntaxa är tillhörigheten istället släktet Omphalina,  och familjen trådklubbor. Arten är reproducerande i Sverige. Inga underarter finns listade i Catalogue of Life.